# Whole Lotta Love
Whole Lotta Love é uma canção da banda britânica de rock Led Zeppelin, gravada em maio de 1969 e lançada como faixa de abertura de seu segundo álbum de estúdio Led Zeppelin II, em 7 de novembro de 1969.
Foi originalmente gravada em vários estúdios de Nova Iorque e Los Angeles durante a segunda turnê da banda pelos Estados Unidos e produzida por Jimmy Page no Olympic Studios, em Londres.
Quando lançada nos Estados Unidos tornou-se o primeiro single de sucesso do Led Zeppelin, recebendo o certificada de Ouro em 13 de abril de 1970, por ter vendido um milhão de cópias.
Em 2004, foi classificada na 75ª posição na lista das 500 melhores canções de sempre da Revista Rolling Stone, e em março de 2005, a revista Q colocou "Whole Lotta Love" em 3º lugar na lista das "100 melhores faixas de guitarra". O riff principal da  música é citado como um dos melhores e mais marcantes riffs de guitarra da história.

## Concepção
A canção foi produzida em maio de 1969 no Olympic Studios, em Londres, sendo a única música do disco gravada no local. Foi composta no formato AABA. Jimmy Page tocou o riff de blues solto na introdução, com uma Fender Telecaster através de um Marshall "Plexi" de 100W, um amplificador principal com distorção nas válvulas de saída EL34, que se elevam ao primeiro refrão. Em seguida, a partir de 01:24 — indo até 03:02 — a música se dissolve para um free jazz interrompido com uma pausa livre envolvendo um solo de teremim e bateria e os gemidos de Robert Plant. O vocalista fez os vocais em uma tomada. Como o engenheiro de som Eddie Kramer explicou: "O famoso trecho de 'Whole Lotta Love', onde acontece de tudo, é o resultado que Jimmy e eu obtivemos ao experimentar absolutamente todos os botões do pequeno console de mixagem". Kramer também teria dito:
Em um ponto houve sangramento através de um vocal gravado anteriormente na gravação de "Whole Lotta Love". Era a parte do meio em que Robert [Plant] grita "Wo-man. You need it". Como não podíamos voltar a gravar naquele momento, eu só toquei um eco sobre ele para ver como iria soar e Jimmy [Page] disse: 'Ótimo! Basta deixá-lo'.[carece de fontes?]
John Paul Jones, o baixista do Led Zeppelin, disse que este famoso riff de Page surgiu de um improviso durante a fase em que a banda tocava "Dazed and Confused". Alternativamente, um entrevistador perguntou a Page sobre a banda estar cantando uma música de Garnett Mimms, em sua turnê nos Estados Unidos. Page negou veementemente que a música tivesse sua origem no palco quando citou que já tinha o riff, e que "foi elaborado quando estávamos ensaiando algumas músicas para o segundo álbum, todo mundo estava na minha casa, e nós a tocamos a partir de lá, onde você leu isso?" Após o entrevistador responder que havia sido em um livro ele respondeu com sarcasmo: "Ah, bom. Espero que tenha sido no Rough Guide. É o mais recente, o mais impreciso. Eles estão todos incorretos, sabia?"
Em uma entrevista separada, Page explicou: "Eu tinha trabalhado [o riff] já antes de entrar no estúdio. Eu tinha ensaiado. E então, todas as outras coisas, o som e as ondas e tudo isso, eu a construí no estúdio, e coloquei efeitos sobre ela e as coisas, tratamentos." Para esta faixa, o guitarrista empregou técnicas de produção de eco reverso.

## Lançamento
"Whole Lotta Love" não foi lançada como um single no Reino Unido, onde singles oficiais da banda nunca foram liberados. Foi só em 1997, quando, para coincidir com toda volta do catálogo do Led Zeppelin que foi transferido para o formato de preço médio, que "Whole Lotta Love" foi lançada como um digipak CD-single. O empresário do grupo, Peter Grant, em um comunicado de imprensa explicou que o "Led Zeppelin não tem intenções em lançar suas músicas como single, já que eles acreditavam que foi escrita como parte de seu conceito de álbum." Page também disse que "não gosto de liberar faixas de álbuns como singles". Havia uma grande pressão na época para um single deles no Reino Unido, mas eles foram totalmente contra liberar "Whole Lotta Love", porque o guitarrista odiava o fato de que eram editadas para ficarem menores.
A versão editada foi destinada para lançamento promocional em estações de rádio, mas algumas cópias foram aparentemente lançadas comercialmente nos Estados Unidos e são um item de colecionador para os fãs. A canção foi lançada como single nos Estados Unidos, França, Alemanha (onde obteve o 1° lugar), Suíça, Países Baixos, Bélgica, Austrália (onde também foi divulgada como um EP) e no Japão (países onde a banda tinha menos controle). A versão editada foi retirada.[carece de fontes?]

## Controvérsia
Em 1962, Muddy Waters gravou "You Need Love", escrita para ele com seu colega Willie Dixon. Em 1966, a banda britânica Small Faces modificou e gravou a canção como "You Need Loving" para o seu álbum homônimo de estréia da Decca. Algumas das letras da versão do Led Zeppelin foram copiadas da música de Willie Dixon, uma das favoritas da Plant. Fraseado de Plant são particularmente semelhantes as de Steve Marriott na versão dos Small Faces. Semelhanças com "You Need Love" levaria a uma ação judicial contra o Led Zeppelin, em 1985, resolvida fora do tribunal a favor de Dixon. Os Small Faces nunca foram processados por Dixon, embora "You Need Loving" ainda credite apenas Ronnie Lane e Steve Marriott como os autores.
Robert Plant, um grande fã de blues e cantores de soul, regularmente cita outras canções, especialmente ao vivo.
Os riffs de Page são os riffs de Page. Estavam lá antes de qualquer outra coisa. Eu apenas pensei, 'Bem, o que eu vou cantar?' Era isso, um entalhe. Agora, felizmente pago. Na época, havia um monte de conversa sobre o que fazer. Foi decidido que era tão distante do tempo e influência que ... bem, você só pega quando é bem sucedido. Esse é o jogo.

## Sucesso nas paradas e apresentações ao vivo
O single entrou nas paradas da Billboard Hot 100 em 22 de novembro de 1969. Ela permaneceu nas tabelas por 15 semanas, alcançando a quarta posição e tornando-se a única canção da banda no top 10 dos Estados Unidos. Ao vivo, a canção estreou 26 de abril de 1969. Quando era apresentada ao vivo, "Whole Lotta Love" também ocasionalmente incluía segmentos de outras músicas do Led Zeppelin, como "I Can't Quit You Baby", "You Shook Me", "How Many More Times", "Your Time Is Gonna Come", "Good Times Bad Times", "The Lemon Song", "The Crunge", "D'yer Mak'er", "Black Dog", "Out on the Tiles" e "Ramble On". Em famosas apresentações da banda, desde meados de 1970, foi apresentada com interpolações como um medley de blues e R&B favorecidos pela banda. Muitos desses incluíam clássicos de Eddie Cochran, Elvis Presley e John Lee Hooker.
O riff principal da  música é citado como um dos melhores e mais marcantes riffs de guitarra da história. Em uma enquete realizada pela britânica BBC Radio 2 em 2014, o riff de guitarra de "Whole Lotta Love" foi eleito pelo público e e especialistas — produtores, jornalistas e críticos locais — o melhor de todos os tempos.

## Reconhecimento
Lista de aparições e citações da canção em publicações de reconhecimento musical por ordem cronológica:
| Publicação                 | País           | Nomeação                                                               | Ano  | Posição |
| -------------------------- | -------------- | ---------------------------------------------------------------------- | ---- | ------- |
| Spin                       | Estados Unidos | "100 Greatest Singles of All Time"                                     | 1989 | 39      |
| Rock and Roll Hall of Fame | Estados Unidos | "The Rock and Roll Hall of Fame's 500 Songs that Shaped Rock and Roll" | 1994 | *       |
| Classic Rock               | Reino Unido    | "Ten of the Best Songs Ever!.. (Bubbling under)"                       | 1999 | 30      |
| Rolling Stone              | Estados Unidos | "The 500 Greatest Songs of All Time"                                   | 2003 | 75      |
| Q                          | Reino Unido    | "100 Greatest Guitar Tracks Ever"                                      | 2005 | 3       |
| Toby Creswell              | Austrália      | "1001 Songs: the Great Songs of All Time"                              | 2005 | *       |
| Grammy Awards              | Estados Unidos | "Grammy Hall of Fame Award"                                            | 2007 | *       |
| Rolling Stone              | Estados Unidos | "100 Greatest Guitar Songs of All Time"                                | 2008 | 11      |
| VH1                        | Estados Unidos | "VH1 Greatest Hard Rock Songs"                                         | 2009 | 3       |
| VH1                        | Estados Unidos | "The 100 Greatest Rock Songs of All Time"                              | 2009 | 46      |
| BBC Radio 2                | Reino Unido    | "Radio 2's Top 100 Greatest Guitar Riffs"                              | 2009 | 46      |

## Formatos e listas de faixas
| 1969 7" single (Estados Unidos: Atlantic 45-2690, Angola: Atlantic ATS 485, Austrália/Nova Zelândia: Atlantic AK 3412, Bélgica: Atlantic BE 650186, Bolívia: Polydor 508007, Canadá: Atlantic Oldies Series OS 13116, Chile: Atlantic 2164 002, França: Atlantic 650 186, Alemanha: Atlantic 70409, Grécia: Atlantic 255 017, Países Baixos: Atlantic ATL 2690, Itália: Atlantic ATL NP 03145, Japão: Warner Pioneer P-2550A, México: Atlantic AT 45-52, Filipinas: Atlantic ATR 0046, Suécia: Atlantic ATL 70409, Uruguai: Atlantic 2164002) - A. "Whole Lotta Love" (Bonham, Jones, Page, Plant, Dixon) 5:33 - B. "Living Loving Maid (She's Just a Woman)" (Page, Plant) 2:39 1969 7" edição rádio (Reino Unido*/Líbano: Atlantic 584309, Canadá: Atlantic AT 2690, África do Sul: Atlantic ATS 485) - A. "Whole Lotta Love" (Bonham, Jones, Page, Plant, Dixon) 3:12 - B. "Living Loving Maid (She's Just a Woman)" (Page, Plant) 2:39 1969 7" edição rádio (Brasil: Atlantic 205.025, Peru: Atlantic ALT 7035) - A. "Whole Lotta Love" (Bonham, Jones, Page, Plant, Dixon) 5:33 - B. "Whole Lotta Love" (Bonham, Jones, Page, Plant, Dixon) 3:12 1969 7" single (Japão: Nihon Gramophone DT-1139) - A. "Whole Lotta Love" (Bonham, Jones, Page, Plant, Dixon) 5:33 - B. "Thank You" (Page, Plant) 4:49 1970 7" single (Costa Rica: Atlantic 70.020, Portugal: Atlantic ATL 10058, Espanha: Atlantic H 523) - A. "Whole Lotta Love" (Bonham, Jones, Page, Plant, Dixon) 3:12 - B. "Communication Breakdown" (Page, Plant) 2:28 1970 7" single (Turquia: Atlantic 70501) - A. "Whole Lotta Love" (Bonham, Jones, Page, Plant, Dixon) 5:33 - B. "Ramble On" (Page, Plant) 4:23 1970 7" EP (Bolívia: Atlantic AX 11695) - A. "Whole Lotta Love" (Bonham, Jones, Page, Plant, Dixon) 5:33 - B1. "Good Times Bad Times" (Bonham, Jones, Page) 2:47 - B2. "Communication Breakdown" (Page, Plant) 2:28 1970 7" EP (Países Baixos: Atlantic ATL 2091 208) - A. "Whole Lotta Love" (Bonham, Jones, Page, Plant, Dixon) 5:33 - B1. "Immigrant Song" (Page, Plant) 2:25 - B2. "Bron-Y-Aur Stomp" (Jones, Page, Plant) 4:16 1970 7" EP (México: Atlantic Gamma GX07 762) - A. "Whole Lotta Love" (Bonham, Jones, Page, Plant, Dixon) 5:33 - B1. "Communication Breakdown" (Page, Plant) 2:28 - B2. "Immigrant Song" (Page, Plant) 2:25 | 1970 7" EP (México: Atlantic 2207 002) - A. "Whole Lotta Love" (Bonham, Jones, Page, Plant, Dixon) 5:33 - B1. "Living Loving Maid (She's Just a Woman)" (Page, Plant) 2:39 - B2. "Heartbreaker" (Bonham, Jones, Page, Plant) 4:14 1970 7" EP (Austrália/Nova Zelândia: Atlantic EPA 200) - A1 "Whole Lotta Love" (Bonham, Jones, Page, Plant, Dixon) 3:12 - A2 "Good Times Bad Times" (Bonham, Jones, Page) 2:47 - B1 "Immigrant Song" (Page, Plant) 2:25 - B2 "Hey Hey What Can I Do" (Bonham, Jones, Page, Plant) 3:55 1970 7" EP (Austrália: AX 11695 (MX 34022)) - A1 "Whole Lotta Love" (Bonham, Jones, Page, Plant, Dixon) 3:12 - A2 "Black Mountain Side" (Page) 2:12 - B1 "Good Times Bad Times" (Bonham, Jones, Page) 2:47 - B2 "Communication Breakdown" (Page, Plant) 2:28 1970 7" single (França: Atlantic 10236, Alemanha: Atlantic Oldies Series ATL 10236) - A. "Whole Lotta Love" (Bonham, Jones, Page, Plant, Dixon) 3:12 - B. "Immigrant Song" (Page, Plant) 2:25 1997 CD single (Reino Unido: Atlantic AT 0013 CD (7567 84014 6), Austrália: Atlantic 7567 84014 2, Brasil: Atlantic LZ 1997, Alemanha: Atlantic A 4014 CD, Japão: Atlantic AMCY 2403, Coréia: Atlantic 84014 2, África do Sul: Atlantic 7567 84014) - 1. "Whole Lotta Love" (Bonham, Jones, Page, Plant, Dixon) 4:50 - 2. "Baby Come On Home" (Page, Plant, Berns) 4:29 - 3. "Travelling Riverside Blues" (Page, Plant, Johnson) 5:09 |  |

Notas:

(*) Retirada

## Créditos
- Jimmy Page - guitarra solo e rítmica, vocal de apoio, teremim
- John Bonham - bateria
- John Paul Jones - baixo
- Robert Plant - vocais
- Eddie Kramer - engenharia de áudio